# Andrzej Ośniecki
Andrzej Józef Ośniecki (ur. 4 stycznia 1944 w Zakościelu) – prezes ŁSSE (2002–2006), działacz biznesowy, działacz komunistyczny.

## Życiorys
Ośniecki urodził się w rodzinie Tadeusza i Zofii Ośnieckich. W latach 1961–1965 działał w Związku Młodzieży Socjalistycznej we Włocławku i należał do Koła Młodzieży Wojskowej w Ustce. W latach 1967–1972 studiował na wydziale matematyczno-fizycznym w Wyższej Szkole Pedagogicznej w Opolu oraz ukończył studia na Wydziale Mechanicznym na Politechnice Łódzkiej, jednocześnie należąc do Zrzeszenia Studentów Polskich. W 1972 wstąpił do Polskiej Zjednoczonej Partii Robotniczej (PZPR). Był II sekretarzem POP przy Technikum Mechanicznym nr 1 w Łodzi (1974–1976), instruktorem, a następnie starszym instruktorem Komitetu Dzielnicowego Widzew (1976–1978). W latach 1978–1982 był I sekretarzem Oddziałowej Organizacji Partyjnej przy KW Widzew i I sekretarzem Komitetu Zakładowego w Zakładach Przemysłu Bawełnianego im. Stanisława Dubois w Łodzi, a następnie był członkiem egzekutywy i plenum Komitetu Dzielnicowego Widzew. W 1981 został członkiem Komitetu Łódzkiego PZPR. W latach 1983–1986 był sekretarzem ekonomicznym KD Widzew. Był także przewodniczącym Zespołu Komitetu Łódzkiego PZPR ds. Reformy Gospodarczej oraz wiceprzewodniczącym Komisji Ekonomicznej Komitetu Łódzkiego PZPR. Od 1983 był również członkiem Egzekutywy KD Widzew. Ukończył także roczne studia podyplomowe w Wyższej Szkole Nauk Społecznych przy KC PZPR w Warszawie 1980–1981. W latach 1986–1991 pracował jako radca handlowy w Moskwie, gdzie eksportował łódzkie maszyny włókiennicze.
Był wiceprezesem zarządu firmy Varitex. Brał udział m.in. w budowie Portu lotniczego Łódź-Lublinek i gmachu Wydziału Nauk Geograficznych Uniwersytetu Łódzkiego. Nadzorował budowę łódzkiej fabryki sprzętu AGD Merloni Elettrodomestici. W latach 2002–2006 był prezesem Łódzkiej Specjalnej Strefy Ekonomicznej. W ramach działalności w ŁSSE był zaangażowany w sprowadzanie inwestycji do strefy, w tym fabryk m.in.: Merloni Elettrodometici, Bosch und Siemens Hausgeräte i Gillette. W 2006 został odwołany przez wojewodę ze stanowiska prezesa. W piśmie do wojewody wstawiło się za nim kilkanaście organizacji, m.in. łódzki oddział Business Centre Club i Polska Konfederacja Pracodawców Prywatnych „Lewiatan”. Należał do Sojuszu Lewicy Demokratycznej.

## Wyróżnienia
- Złoty Krzyż Zasługi (2005)[6],
- Nagroda specjalna – profesjonalny menadżer województwa łódzkiego, przyznawana przez Klub Profesjonalnych Menadżerów i Towarzystwo Naukowe Organizacji i Kierownictwa[7],
- Nagroda Miasta Łodzi (2006)[1].